# Richard Chamberlain
George Richard Chamberlain (født 31. marts 1934 i Beverly Hills, død 29. marts 2025) var en amerikansk skuespiller, der er kendt for en lang række roller i film og tv-serier, blandt andet som fader Ralph de Bricassart i tv-serien Tornfuglene fra 1983 og John Blackthorne i Shogun.

## Opvækst og karrierens indledning
Richard Chamberlains far var handelsrejsende og desuden aktiv foredragsholder i Anonyme Alkoholikere. Richard var som stor dreng meget glad for sport og kunst i mange former. Da han gik på college, var han tæt på at underskrive en filmkontrakt, men indkaldelse til hæren og udstationering i Sydkorea i seksten måneder satte en stopper for dette.
Da han kom hjem, begyndte han at læse hos den anerkendte skuespiller Jeff Corey, og snart var han med til at grundlægge teatergruppe Company of Angels. Han fik sine første småroller i tv-produktioner i 1959, og han fik snart sit gennembrud, da han fik titelrollen i tv-serien Dr. Kildare, der blev udsendt i fem sæsoner i perioden 1961-66. Han modtog i 1963 en Golden Globe for bedste mandlige tv-rolle for denne rolle. Da han også var en udmærket sanger, fik han i begyndelsen af 1960'erne udsendt flere plader, deriblandt temaet fra Dr. Kildare med titlen "Three Stars Will Shine Tonight", og denne nåede i top ti på Billboard Hot 100-hitlisten. Richard Chamberlain opnåede i 1962 en 21. plads på Billboard-hitlisten med sin version af Love Me Tender, titelmelodien fra Elvis Presleys første film fra 1956. 

## Skuespillerkarrieren
Da Dr. Kildare stoppede i 1966, begyndte Chamberlain at spille teater. Han spillede blandt andet i en Broadway-udgave af Breakfast at Tiffany's sammen med Mary Tyler Moore, men stykket blev en stor fiasko og nåede kun at spille fire forestillinger. 
I 1968 prøvede han lykken i England og spillede både teater og tv. Han fik efterhånden opbygget et rygte som en seriøs skuespiller. Han indspillede i 1969 sammen med blandt andet Katharine Hepburn en filmudgave af Den gale fra Chaillot. I England modtog han taleundervisning og spillede derpå titelrollen i Hamlet i Birmingham, hvorved han blev den første amerikaner, der spillede den rolle siden John Barrymore i 1929. Chamberlain fik strålende kritik for præstationen, og året efter spillede han samme rolle i en tv-udgave.
I 1970'erne var Richard Chamberlain blevet en stor stjerne, og spillede en hovedrolle i katastrofefilmen Det tårnhøje helvede, rollen som Aramis i Richard Lesters filmatiseringer af De tre musketerer og dens efterfølger samt en hovedrolle i Peter Weirs thriller Den sidste bølge fra 1977.
Fra slutningen af 1970'erne blev det i stigende grad tv-serierne, der blev hans domæne. Efter en stor rolle i Coloradosagaen fik han hovedrollen i filmatiseringen af James Clavells Shogun efterfulgt af rollen som fader Ralph de Bricassart i Tornfuglene og lidt senere hovedrollen i I palmernes skygge. Sideløbende spillede han også filmroller, blandt andet som Allan Quatermain i Kong Salomons miner.
Fra 1990'erne blev der endnu længere mellem filmrollerne, og det blev mest til mindre roller og gæsteoptrædener i serier for Chamberlain. Derudover spillede han igen teater med roller i blandt andet My Fair Lady og Monty Python's Spamalot. Blandt de serier, han har gæstet, er Will & Grace og Desperate Housewives

## Privatliv
Richard Chamberlain boede på Hawaii fra midten af 1970'erne til 2010 sammen med sin partner, Martin Rabbett, der er skuespiller, forfatter og producer. Parret har spillet sammen i filmen Allan Quatermain og jagten på den gyldne by, hvor Rabbett spiller bror til Allan Quatermain (spillet af Chamberlain). 
Chamberlains seksuelle orientering var i mange år ukendt for offentligheden, indtil det franske magasin Nous Deux i 1989 afslørede det. Chamberlain omtalte det først selv i en selvbiografi fra 2003 med titlen Shattered Love. 
I foråret 2010 medførte arbejdsopgaver, at Chamberlain rejste til Los Angeles, mens Rabbett blev tilbage på Maui.

## Hædersbevisninger og priser
Richard Chamberlain modtog gennem årene en lang række priser. Han modtog blandt andet tre Golden Globe-priser; efter den første for Dr. Kildare fik han prisen igen i 1981 for Shogun og i 1984 for Tornfuglene. I 2011 modtog han Steiger-prisen i Tyskland for sine præstationer gennem karrieren.

## Filmografi
Listen herunder viser udvalgte film og serier, som Chamberlain har medvirket i.
| - 1960: The Secret of the Purple Reef - 1961: En torden af trommer - 1961: Whispering Smith (tv-serie) - 1961-66: Dr. Kildare (tv-serie) - 1963: Anklagen er mord! - 1968: The Portrait of a Lady (tv-serie) - 1968: Petulia - 1969: Den gale fra Chaillot - 1970: Julius Caesar - 1970: Tchaikovsky - The Music Lovers - 1972: Lady Caroline Lamb - 1973: De tre musketerer - 1974: Det tårnhøje helvede - 1974: De fire musketerers hævn - 1975: Greven af Monte Cristo (tv-film) - 1977: Den sidste bølge - 1977: Manden med jernmasken (tv-film) - 1978: Swarm | - 1978-79: Coloradosagaen (tv-serie) - 1980: Shogun (tv-serie) - 1982: Murder by Phone - 1983: Tornfuglene (tv-serie) - 1985: Kong Salomons miner - 1986: Allan Quatermain og jagten på den gyldne by - 1987: Casanova (tv-film) - 1987: The Bourne Identity (tv-film) - 1989: Musketerernes sønner - 1989-90: I palmernes skygge (tv-serie) - 1993: Alarm i Arktis (tv-film) - 1995: Bird of Prey - 1997: A River Made to Drown In - 2005: Will & Grace (gæsteoptræden, tv-serie) - 2006: Hustle (gæsteoptræden, tv-serie) - 2007: Jeg erklærer jer nu for Chuck og Larry - 2007: Desperate Housewives (gæsteoptræden, tv-serie) - 2010-11: Brothers & Sisters (gæsteoptræden, tv-serie) |